# Зелёный Гай (Лозовский район)
Зелёный Гай (укр. Зелений Гай), село, Павловский Второй сельский совет, Лозовский район, Харьковская область.
Код КОАТУУ — 6323984503. Население по переписи 2001 года составляет 104 (53/51 м/ж) человека.

## Географическое положение
Село Зелёный Гай находится на левом берегу реки Берека, выше по течению на расстоянии в 1 км расположено село Бакшаровка, ниже по течению на расстоянии в 4 км расположено село Дмитровка (Барвенковский район). Река в этом месте сильно заболочена.

## История
- 1901 — дата основания.